# Sesshū Tōyō

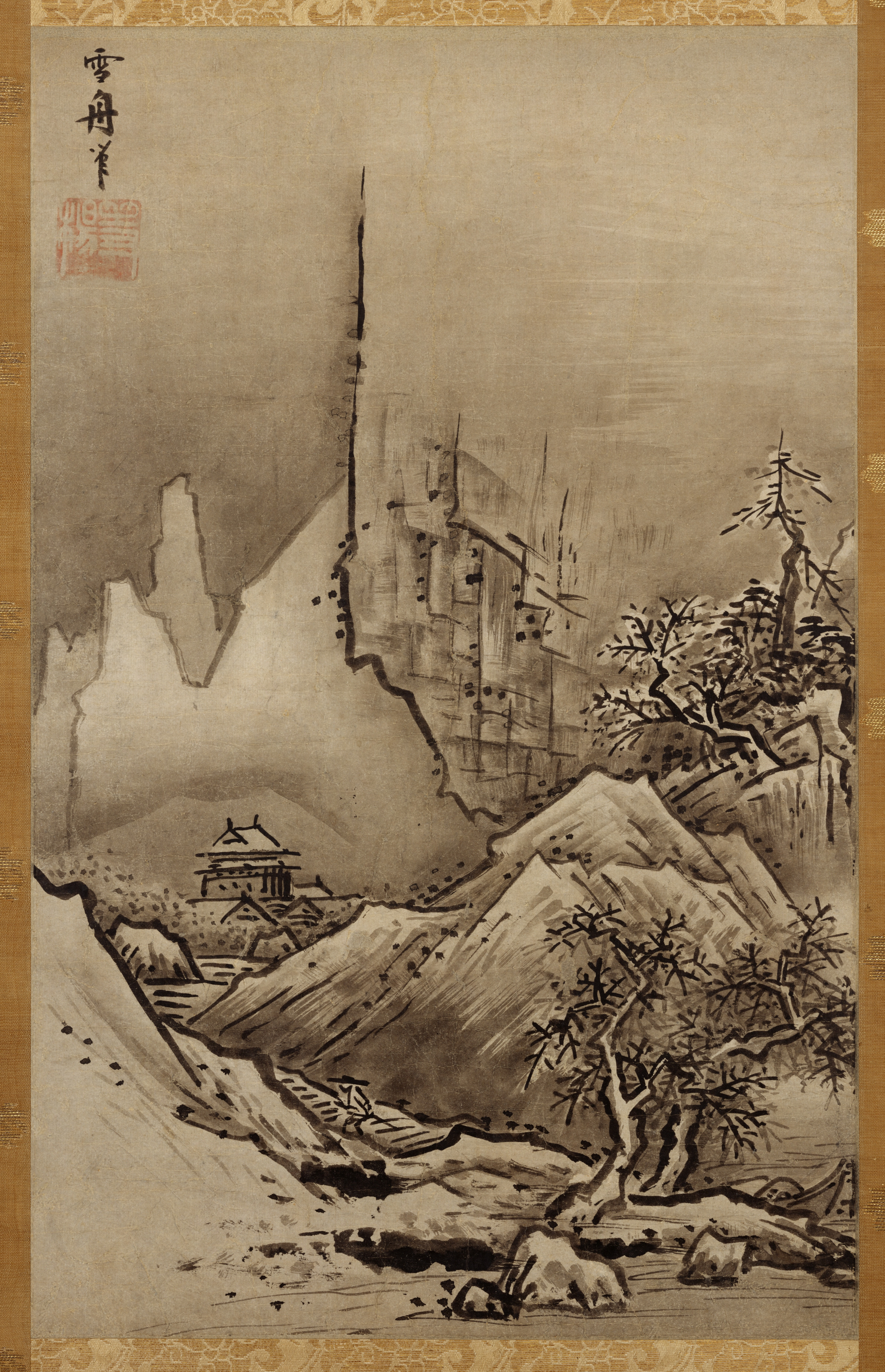
Vinterlandskap (ca 1500)
Tusch på papper

Sesshū Tōyō (japanska: 雪舟 等楊), född 1420, död 26 augusti 1506, var en japansk målare och buddhistisk präst under Muromachi-perioden. Han betraktas som en av de främsta inom japanskt tuschmåleri (sumi-e eller suiboku-ga).

## Biografi
Sesshū fick sin konstnärliga utbildning hos Shūbun vid Shōkoku-ji-templet i Kyoto. Han reste 1467–1469, troligen på japanskt officiellt uppdrag, till Kina, där han blev hedrande mottagen och fick tillfälle att utföra dekorativa arbeten i kejserliga palatset. I Kina hade han i avsikt att ytterligare utveckla sitt landskapsmåleri genom att studera de gamla mästarna från södra Songdynastin.
Sesshūs målningar är utförda med energiskt summariska penseldrag (Haboku-stil), dels i tusch, dels i lätta färger. Den nationella Tosa-skolans kraftiga färggivning avstod han från. Sesshū ansågs som tidens främste konstnär i både Japan och Kina. Han gav namn åt en egen skola, Unkoko. En av hans främsta efterföljare under den sena Muromachiperioden var Sesson (1504–ca 1589).

## Utmärkelser
Asteroiden 6818 Sessyu är uppkallad efter honom.